# کیم یون وو (خواننده)
کیم هاک چول که بیشتر با نام هنری خود، کیم یون وو (کره‌ای: 김연우؛ زادهٔ ۲۲ ژوئیه ۱۹۷۱) شناخته می‌شود، خواننده، مربی وکال و استاد دانشگاه در کالج هنر سئول اهل کره جنوبی است.